# Giuseppe Ferri
Giuseppe Ferri (Norcia, 27 settembre 1908 – Roma, 1988) è stato un giurista italiano.

## Biografia
Docente nelle università di Urbino, Napoli, Pavia, Macerata e Roma "La Sapienza" raggiunse la notorietà con il suo Manuale di diritto commerciale, pubblicato nel 1950.